# Pailton
Pailton is een civil parish in het bestuurlijke gebied Rugby, in het Engelse graafschap Warwickshire met 516 inwoners.